# Leucoptera coronillae
Leucoptera coronillae là một loài bướm đêm thuộc họ Lyonetiidae. Nó được tìm thấy ở miền nam Pháp, Tây Ban Nha, Sardinia và mainland Ý.
Ấu trùng ăn Cytisus sessilifolius và Cytisus villosus. Chúng ăn lá nơi chúng làm tổ. 